# 康寧 (印第安納州)
康寧（英語：Corning）是位於美國印地安納州戴維斯縣的一個非建制地區。該地的面積和人口皆未知。

## 地理
康寧的座標為38°34′58″N 87°01′03″W / 38.58278°N 87.01750°W，而該地的平均海拔高度為175米（即574英尺）。